# 翔猿正也
翔猿 正也（とびざる まさや、1992年4月24日 - ）は、東京都江戸川区出身で、追手風部屋所属の現役大相撲力士。本名は岩﨑 正也（いわさき まさや）。身長173cm、体重135kg、血液型はA型。得意手は押し。最高位は西小結（2023年9月場所）。木瀬部屋所属の英乃海は実兄。

## 来歴
幕内・英乃海（本名：岩﨑 拓也）の実の弟である。兄の拓也は正也が生まれた時の思い出はなく、いつの間にか正也がいたと語っている。幼少期は猿のように飛んだり跳ねたりする落ち着きのない子供であった。相撲を始めたのは、江戸川区立上一色小学校1年生だった頃に兄が通っていた地元の相撲道場（小松竜道場）へついて行ったことがきっかけであった。兄が小松竜道場から葛飾白鳥相撲教室へ移籍した際には、自身も同行して一緒に移籍した。この相撲教室には1つ年上で小学校は別であったが同じ幼稚園だった幼馴染の剣翔がいた。この頃は相撲以外にもサッカーや水泳、野球に親しみ、将来はプロ野球選手になることを志していた。しかし、英乃海や剣翔と同じく葛飾区立大道中学校へ進学すると相撲と野球の両立ができなくなったため、野球を諦めて相撲一筋となった。野球を諦めたのは、道場の稽古が厳しくて「野球に専念したい」とは言い切れなかった末の結果であった。
中学校3年次に出場した全国中学校相撲選手権大会で団体優勝したことにより団体戦の楽しさに目覚め、高校は英乃海や剣翔と同じく埼玉県の埼玉栄高校へ進学した。高校の同期には北勝富士がいる。2年次には全国高等学校総合体育大会相撲競技大会の団体優勝に貢献するなどの活躍を見せたが、3年次の同大会では団体優勝をできなかった。埼玉栄高校で活躍していた岩﨑は当時の同年代の高校相撲選手の憧れであり、宇良は2021年9月場所中日に岩﨑との幕内初顔対決を制した際に「自分は高校の時、全国大会とか出られる身じゃなかったんで、ずっと翔猿関の活躍を見ていて…。体も大きくないのに、すごいなと思って見ていました。その時のことを思うと、この土俵で戦えたことは勝ち負け関係なくうれしかったですね」と振り返った。
高校生時代には将来の進路として保育士を志したこともあったが、相撲の道を選んで英乃海や剣翔と同じく日本大学に入学した。経済学部経済学科に進むと相撲部に入った。やはり中学で野球を諦めた時と同様に本心を言い切れなかったため、保育士の夢を諦めることとなってしまった。大学の同期には大奄美（本名：坂元 元規）がおり、1年次に出場した東日本学生相撲新人選手権大会では、坂元と決勝戦で対決して敗れて準優勝となった。同じ年の東日本学生相撲個人体重別選手権大会100キロ未満級で初タイトルを獲得し、2年次には全日本相撲選手権大会で16強入りなど、実績を積み上げた。3年生でレギュラーの座を掴むと東日本学生相撲選手権大会で団体優勝するなど、団体戦のタイトルも獲得したが、右足首を骨折して1年間相撲が取れなくなる。4年次には相撲部の副将となって団体戦レギュラーの座にも復帰したが、満足できる実績は残せなかったことで、大相撲入りを決意した。
大相撲入りにあたっては、既に兄の英乃海は木瀬部屋に入門して十両まで上がっていたが、「兄と同じだと甘えが出る」と敢えて兄とは別の部屋を選び、大学相撲部の2年先輩である遠藤や、幼馴染の剣翔が所属する追手風部屋（元前頭・大翔山）へ入門し、2015年1月場所で初土俵を踏んだ。この場所の前相撲は、同期生で立命館大学出身の大元と十両経験者の飛翔富士に敗れて3勝2敗だった。同年3月場所で序ノ口に上がると、4場所連続の6勝1敗で11月場所には早くも幕下へ昇進した。幕下昇進後も負け越し知らずで番付を上げて、2016年11月場所では関取目前の東幕下3枚目まで上がったが、2勝1敗から4連敗を喫して自身初の負け越しに終わった。2017年4月12日の春巡業横須賀場所では安美錦に稽古づけられる場面が伝えられた。同年5月場所では西幕下2枚目で6勝1敗の好成績を残し、7番相撲で敗れたため幕下優勝は逃したが、場所後の番付編成会議で7月場所での新十両昇進が決定し、昇進に合わせて「翔猿」へと改名する予定であることが発表された。これにより、兄の英乃海とともに史上18組目の兄弟関取となる。また、別々の部屋に入門した兄弟による兄弟同時関取は、史上3組目の事例である。十両昇進以降名乗る「翔猿」の四股名の由来は師匠の四股名から「翔」、自身が申年生まれで、自らの動きを「猿みたい」とみていることからである。十両昇進時に、軽量でも一度当たった上で、スピードを生かした引きや、いなしで相手を崩す相撲を目指していることが伝えられた。翔猿は「他の力士がまねできない速い相撲を取りたい」と意気込んだ。日大の先輩である石浦との小兵対決を夢見ていることも同時に明かしている。しかし、新十両の場所は西十両14枚目で6勝9敗と負け越してしまい、壁に跳ね返された。なお、この場所初日の十両土俵入りでは所作を終え土俵を回り、土俵下に下りる場所を間違えてしまった。9月場所は幕下に逆戻りであったが、8月6日の夏巡業長岡場所では朝稽古から豊山や朝乃山、旭大星、東龍と熱心に稽古を続けていた。小兵で持ち味の動きの良さを活かし、長身の東龍の下にもぐるなどいろいろな形を試していた。9月場所は東幕下2枚目で5勝2敗の好成績を残した。普段であれば場所後の関取復帰は確実に近い成績だったが、この場所は十両から幕下に落ちる星の力士が2人しかいなかったこと、東幕下筆頭で4勝3敗の貴源治と東幕下3枚目で6勝1敗の舛の勝が地位と星取の関係上優先して昇進となったことから、場所後の昇進を阻まれる不運に見舞われた。続く11月場所は西幕下筆頭の地位で迎えた。3勝3敗で迎えた7番相撲で、この場所二度目となる十両の土俵に上がり、矢後を相手に立ち会いで蹴手繰りを仕掛けたものの不発に終わって敗れ、3勝4敗として再十両とはならなかった。

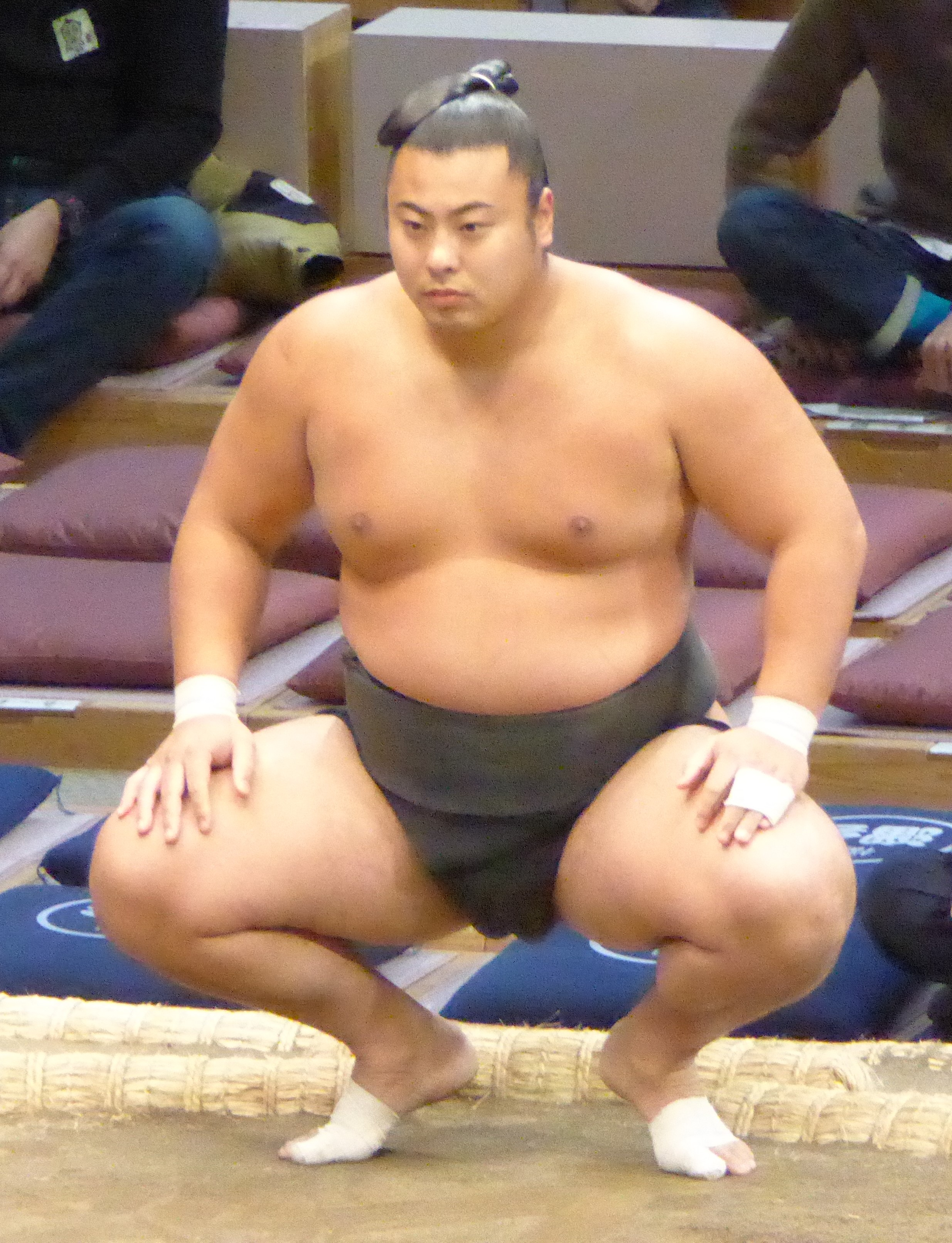
幕下時代の翔猿（2017年11月12日撮影）

2018年は西幕下3枚目で迎えた。この場所は4勝3敗の成績だったが、十両からの陥落者が多かったため、場所後の番付編成会議で3月場所での十両復帰が決まった。再十両からは2場所続けて7勝8敗と負け越したが、番付運に恵まれてこの間僅かに半枚しか番付が落ちなかった。7月場所では9勝6敗と、4場所目にして十両で初めての勝ち越しを経験した。
2020年9月場所に新入幕。11代追手風の部屋創設後の追手風部屋としては、兄弟子の剣翔以来、1年ぶり10人目の幕内力士となった。また、学生相撲出身者としては100人目の幕内力士となった。新入幕の際のオンライン会見では「楽しい相撲を見せる。相手を翻弄して速い相撲、トリッキーな相撲を見せたい」と、にこやかに語った。新入幕時点で既に28歳であったため、当時の期待度は薄かった。この場所は初日から4連勝するなど、序盤から白星を積み上げた結果、6日目に全勝力士が消滅したことで優勝争いの先頭に1敗で並ぶことになった。中日に敗れて2敗に後退するも、他の1敗力士が全員敗れたため優勝争いのトップに並び続けた。14日目には新入幕ながら結びで3敗の大関・貴景勝戦が組まれて敗れて優勝争いのトップから脱落。千秋楽はただ1人2敗の関脇・正代戦となり、勝てば12勝3敗で優勝決定戦に進出することができたが、本割で敗れて優勝決定戦に進出することはできなかった。しかし、11勝4敗の成績が評価されて敢闘賞を受賞した。
西前頭4枚目でむかえた11月場所では、上位力士相手に苦戦を強いられたが、9日目には全勝の大関・貴景勝を破る活躍を見せた。12日目に負け越しが決まった後も、元大関の髙安を蹴返しで破る見せ場をつくった。最終的には6勝9敗で場所を終えた。
2021年3月場所では、連敗スタートとなるも11日目に新入幕以来の勝ち越しを決めた。その後、再び連敗したこともあり、優勝争いからは脱落するも、14日目には3敗で優勝争いのトップに立つ小結・髙安を激戦の末、首捻りで破る活躍を見せた。千秋楽も勝利し、この場所は10勝5敗で終えた。2022年7月場所は新型コロナウイルス感染者と濃厚接触した可能性があるため13日目から休場し、8勝5敗2休で場所を終えるが、翌9月場所は5枚半上昇という番付運に恵まれて東前頭筆頭の番付となり、自己最高位を更新した。9月場所は2日目に横綱・照ノ富士を破り初めて金星を獲得した。立合いで頭からぶつかり、距離を取って攻めてからもろ差しで出す、事前の対策通りの相撲であった。金星が評価され、千秋楽の隆の勝戦に勝てばという条件付きで殊勲賞受賞が決定することとなったが、勝って10勝5敗となり実現。千秋楽の取組後「新入幕の時は僕の相撲を分からないでたまたま勝ったことが多かった」と話しつつも「力が付いて実力で勝つ面が多くなっています」と手応えを得ていた。新三役が確実視される中、10月10日の秋巡業千葉場所では「三役からが力士として一流かなと思います。しっかりと定着したい」と思いを口にしつつ、自慢の押し相撲に磨きをかけるべく「翔猿からゴリラになるように、もっとパワーをつけたい」と意欲も見せた。10月31日に発表された令和4年11月場所番付で、初土俵から46場所かけ正式に新小結昇進となった。11月場所は、7勝8敗で関脇から小結に落ちる大栄翔、小結で勝ち越した霧馬山がおり、関脇も若隆景、豊昇龍が共に勝ち越したため、小結に挙がる枠は本来であればなかったが、東前頭筆頭で2桁白星を挙げた翔猿を小結に上げない訳にはいかず、小結に東西2枚目が設けられたため、東の小結2枚目に名前が載った。新三役会見では「（番付のしこ名が）虫眼鏡で見ないとわからない時代からやってきました。大相撲に行くなら三役を目指してやりたいと思っていたので、すごくうれしかった。でも、もう喜びは終わりました。後は上を目指すだけ。まだ上があるので安心していられないです」と気を引き締め、初土俵から所要46場所、学生相撲出身としては2位のスロー昇進となった（1位は嘉風の61場所）ことに翔猿は「少しずつコツコツやってきたので、それが実った」と実感を込めた。「猿」から「ゴリラ」へパワーアップできたかどうかについては「まだまだですけど、40%ぐらい」「まだ猿です。鍛えて体が大きくなるのがベスト。ただ食べて太るのではなく鍛えて太りたい」と道半ばであると答えたが、場所の抱負を「ここからどれだけ追い込めるかが勝負。とりあえず勝ち越しを目指して、そこから」と語った。2023年7月場所3日目には照ノ富士と56秒の長い相撲の末に寄り切りで勝負を決め、自身2つ目の金星を獲得。取組直後は極度の疲労により視界がおぼつかなかった旨を語っている。
8月8日の夏巡業奥州場所でのぶつかり稽古後、呼吸困難に陥り救急搬送されていた。脱水症状となっていたが救急車に乗り込む時も意識ははっきりしていた様子。ぶつかり稽古が終わってから救急車が出発するまで約30分を要した。異変に気付いた親方衆に促されて北青鵬と熱海富士が救助に入り、2人がかりで抱えられて花道を下がった。翔猿は詳しい原因を明かさなかったが「体力がなかっただけ」と振り返った。11日まで、じんましんや息苦しさが残ったというが、回復の経過は順調であると報じられた。日大時代の同期生で翔猿を一番仲の良い、応援する力士としている網谷勇志は「なぜ救急搬送されるまで30分間も翔猿を放置したのか」「なぜ脱水症状でフラフラだった翔猿を歩かせて花道を下がらせたのか」とこの救急搬送の直後に緊急で収録・公開した動画において対応を批判し、怒りを露わにしていた。9月場所は3日目の結びの一番の琴櫻戦で押し出しに敗れるが、琴櫻が腹から落ちるのが早く、翔猿の足が残っていたように見えたため「誤審ではないか」と物議を醸す一番となった。本人は「この気持ちは、たぶん一生消化できないかもしれませんね。もう、圧倒的な相撲を取って強くなるしかない。そう思うしかないんですけど」とこれに甚く悔しがっていた。

## 取り口
- 突き押し力士であるが、大抵は動いて相手を翻弄してから土俵を丸く使った末に引き技で仕留める。動くと強い一方でまともに正面に引くとそのまま土俵を割ってしまう。また、短身痩躯の突き押し力士なので、照ノ富士のような長身と怪力を活かしての抱える相撲が得意な力士にも手を焼く。
- 幼少期から多くのスポーツ競技を経験して磨いた運動神経は現役関取の中でも特筆すべきもの[39]。
- 十両の土俵では体格差を突かれて負けることが目立ち、2017年7月場所初日の阿炎戦で突き出しにより勢い良く土俵下に落ちた際には「（負けて）飛びましたね、土俵下に」と笑いながら自虐的なジョークを言った[15]。2017年7月場所中日の明生戦で黒星を喫した際には「今日は駄目な引きでした。正面に引いてしまった」と自らの相撲を反省している[40]。
- 蹴手繰り、蹴返しも得意[41]。
- 幕内昇進前の十両で低迷していた頃に基本の突き押しを見直すと同時に体重増加に着手。これにより十両昇進当初よりも確実に地力が上がった[42]。2020年11月場所中のスポーツメディアの記事では「立ち合いは頭で当たって、脇を締めて低く前へ出る。決まり手ははたき込みが多いのだが、前へ出る力があるからこそ、繰り出す引きやはたきも決まるのだ」と評されている[39]。
- 2020年9月場所7日目の千代大龍戦では体格差に怯まず真っ向勝負を仕掛けて白星を得た。この相撲で見せた度胸は北の富士勝昭からも評価された[43]。
- 2020年9月場所で自ら切符を買って観戦した杉山邦博は「翔猿には驚きました。十両時代を知る者からしたら、全く別人が出てきたようです」と評していた[44]。
- 2021年7月場所7日目の白鵬戦は出方ばかりを窺った挙句投了の如く左を差しに行って上手投げに敗れた相撲となり、北の富士勝昭から「あれは相撲じゃありません。あれは初切です」と酷評された[45]。
- 2022年11月場所3日目の立合い変化から玉鷲に勝った相撲を花田虎上は自身のコラムで「『こんなこともやるんだ』と思わせるだけでも効果十分」と評され「30歳という年齢を感じさせない若々しい相撲で土俵を沸かせています」と若々しさを褒められた[46]。

## 人物
- 冗談好きな性格であり、2020年の正月に2019年11月場所で敗れた一番について葛飾白鳥相撲教室時代の恩師である佐久間幸一から「なんで引いたんだ」と蒸し返されると、「先生に教わったもんですから」と返したという[44]。
- 2020年12月28日放送分『有吉ゼミ』では、1度に餃子を100個（1個25gとすると、2.5㎏に相当）食べることができると明かした。また子供好きでもあり「翔猿幼稚園でも作れたら」と話していた。
- 化粧水やリップクリームを好んで使うなど肌の手入れには余念がなく、特にリップクリームは角界一使うと自称する[1]。
- 好物は洋菓子（特にプリン、シュークリーム）[1]。
- 好きなアイドルはNiziU（2020年11月時点）[1]。ももいろクローバーZのファンでもあり（推しは玉井詩織）、2023年末には同グループが主催するももいろ歌合戦に出演[47]。
- 協会公式プロフィールによると、好きなアーティストは玉置浩二、好物はグラタン、好きな漫画は東京卍リベンジャーズ、好きなTV番組は水曜日のダウンタウン[48]。

## エピソード
- 埼玉栄高校相撲部には、丈夫な体に育つようにという意図からか「1年生はラーメンを食べてはいけない」という決まりがあり、翔猿も1年生の時はそれに従っていた[49]。
- 埼玉栄高校相撲部出身の力士は十両に昇進すると学校から化粧廻しを贈られるが、逆に米500㎏を相撲部に贈呈する「しきたり」もある。翔猿も恩師の山田道紀監督から「（2017年の）夏過ぎでいいからな」と頼まれた[49][50]。
- 2020年末に日本相撲協会公式YouTubeチャンネルが公開した動画の企画で握力測定をしたところ、右手で62㎏を記録した[51]。
- 日本相撲協会は2021年10月26日、翔猿を作品内の「うたのおにいさん」に起用した「翔猿関といっしょに! 相撲健康体操/ハッキヨイ!大相撲 ひよの山かぞえ歌」を27日に発売すると発表した。学生時代には保育士を志したこともあった子供好きの翔猿の夢が叶ったと言える[52][53]。
- 2023年7月場所3日目の結びの照ノ富士戦で不浄負け寸前となり、勝負は一枚廻しで力を出しきれなかった照ノ富士を翔猿が寄り切りで勝利した。
- 2025年2月8日、付け人へのパワーハラスメントの疑いで、日本相撲協会の勝ノ浦コンプライアンス部長（元幕内・起利錦）から聞き取り調査を受けたと明らかにした[54]。本人は一部報道が伝えるパワーハラスメント疑惑について「事実と異なる部分が多い」と否定した他、自身の個人後援会も「『陰湿なイジメはなかった』と証言する付け人も存在する」「『厳重注意』に留まるのではないかと言う見解もある」との見解を示している。[55]。その後、協会からの聞き取り調査の結果や処分などの続報はない。

## 主な成績
2025年7月場所終了現在

### 通算成績
- 通算成績：411勝379敗4休（63場所）
- 幕内成績：214勝232敗4休（30場所）

### 三賞・金星
- 殊勲賞：1回（2022年9月場所）
- 敢闘賞：1回（2020年9月場所）
- 金星：3個
  - 照ノ富士：3個（2022年9月場所、2023年7月場所、2025年1月場所）

### 場所別成績
| | 一月場所 初場所（東京） | 三月場所 春場所（大阪） | 五月場所 夏場所（東京） | 七月場所 名古屋場所（愛知） | 九月場所 秋場所（東京） | 十一月場所 九州場所（福岡） |
| --- | ----------------------- | ----------------------- | ----------------------- | --------------------------- | ----------------------- | --------------------------- |
| 2015年 （平成27年） | （前相撲）              | 西序ノ口17枚目 6–1      | 西序二段30枚目 6–1      | 西三段目66枚目 6–1          | 西三段目11枚目 6–1      | 西幕下37枚目 5–2            |
| 2016年 （平成28年） | 東幕下24枚目 4–3        | 西幕下19枚目 4–3        | 西幕下13枚目 4–3        | 西幕下10枚目 4–3            | 西幕下7枚目 5–2         | 東幕下3枚目 2–5             |
| 2017年 （平成29年） | 東幕下10枚目 6–1        | 東幕下3枚目 4–3         | 西幕下2枚目 6–1         | 西十両14枚目 6–9            | 東幕下2枚目 5–2         | 西幕下筆頭 3–4              |
| 2018年 （平成30年） | 西幕下3枚目 4–3         | 東十両13枚目 7–8        | 西十両13枚目 7–8        | 西十両13枚目 9–6            | 東十両10枚目 7–8        | 西十両11枚目 8–7            |
| 2019年 （平成31年 /令和元年） | 西十両10枚目 7–8        | 東十両11枚目 7–8        | 西十両12枚目 10–5       | 西十両6枚目 7–8             | 西十両8枚目 6–9         | 東十両10枚目 8–7            |
| 2020年 （令和2年） | 西十両6枚目 9–6         | 東十両4枚目 10–5        | 感染症拡大 により中止   | 東十両2枚目 9–6             | 東前頭14枚目 11–4 敢    | 西前頭4枚目 6–9             |
| 2021年 （令和3年） | 西前頭7枚目 6–9         | 西前頭8枚目 10–5        | 西前頭2枚目 5–10        | 西前頭3枚目 4–11            | 西前頭8枚目 7–8         | 西前頭8枚目 7–8             |
| 2022年 （令和4年） | 西前頭8枚目 6–9         | 東前頭9枚目 9–6         | 西前頭5枚目 7–8         | 西前頭6枚目 8–5–2           | 東前頭筆頭 10–5 殊★     | 東小結2 7–8                 |
| 2023年 （令和5年） | 東前頭筆頭 8–7          | 西小結2 6–9             | 東前頭3枚目 8–7         | 西前頭筆頭 9–6 ★            | 西小結 6–9              | 西前頭3枚目 7–8             |
| 2024年 （令和6年） | 東前頭4枚目 7–8         | 東前頭4枚目 8–7         | 西前頭3枚目 6–9         | 東前頭4枚目 9–6             | 西前頭筆頭 5–10         | 東前頭5枚目 9–6             |
| 2025年 （令和7年） | 東前頭2枚目 7–8 ★       | 東前頭3枚目 6–9         | 西前頭6枚目 7–8         | 東前頭7枚目 3–10–2          | x                       | x                           |
| 各欄の数字は、「勝ち-負け-休場」を示す。 優勝 引退 休場 十両 幕下 三賞：敢=敢闘賞、殊=殊勲賞、技=技能賞 その他：★=金星 番付階級：幕内 - 十両 - 幕下 - 三段目 - 序二段 - 序ノ口 幕内序列：横綱 - 大関 - 関脇 - 小結 - 前頭（「#数字」は各位内の序列） |                         |                         |                         |                             |                         |                             |

## 合い口
いずれも2025年7月場所終了現在。
（以下は最高位が横綱・大関の現役力士）
- 横綱・豊昇龍には7勝15敗。豊昇龍の大関在位中は3勝5敗。豊昇龍の横綱昇進後は1敗。
- 横綱・大の里には1勝5敗。大の里の大関在位中は1勝2敗。大の里の横綱昇進後は対戦なし。
- 大関・琴櫻には7勝12敗。琴櫻の大関昇進後は1勝5敗。
- 元大関・髙安には3勝7敗。いずれも髙安の大関陥落後の対戦である。
- 元大関・朝乃山には3敗。朝乃山の大関在位中は1敗。
- 元大関・正代には7勝9敗。正代の大関在位中は2勝3敗。
- 元大関・御嶽海には8勝4敗。御嶽海の大関在位中は1勝1敗。
- 元大関・霧島には10勝10敗（不戦勝1）。霧島の大関在位中は4勝2敗（不戦勝1を含む）。

（以下は最高位が横綱・大関の引退力士）
- 元横綱・白鵬には1敗。
- 横綱・照ノ富士には4勝7敗。（不戦勝1）を含む。照ノ富士現役最後の取組で勝利した。
- 元大関・栃ノ心には4勝1敗。いずれも栃ノ心の大関陥落後における成績である。
- 元大関・貴景勝には7勝6敗。

### 幕内対戦成績
| 力士名   | 勝数  | 負数 | 力士名   | 勝数 | 負数 | 力士名   | 勝数 | 負数 | 力士名   | 勝数 | 負数 |
| -------- | ----- | ---- | -------- | ---- | ---- | -------- | ---- | ---- | -------- | ---- | ---- |
| 碧山     | 4     | 3    | 安青錦   | 0    | 1    | 天空海   | 1    | 2    | 朝紅龍   | 0    | 1    |
| 朝乃山   | 0     | 3    | 熱海富士 | 1    | 7    | 阿炎     | 6    | 8    | 石浦     | 0    | 1    |
| 逸ノ城   | 3     | 2    | 一山本   | 5    | 1    | 宇良     | 10   | 7    | 炎鵬     | 0    | 1    |
| 欧勝馬   | 3     | 0    | 阿武剋   | 0    | 1    | 阿武咲   | 6(1) | 3    | 王鵬     | 3    | 4    |
| 大の里   | 1     | 5    | 隠岐の海 | 5    | 2    | 魁聖     | 2    | 1    | 輝       | 3    | 4    |
| 霧島     | 10(1) | 10   | 金峰山   | 2    | 1    | 豪ノ山   | 1    | 8(1) | 琴恵光   | 7    | 2    |
| 琴櫻     | 7     | 12   | 琴勝峰   | 5    | 1    | 佐田の海 | 3    | 6    | 獅司     | 1    | 0    |
| 志摩ノ海 | 3     | 5    | 正代     | 7    | 9    | 湘南乃海 | 2    | 1    | 貴景勝   | 7    | 6    |
| 隆の勝   | 6     | 5    | 髙安     | 3    | 7    | 宝富士   | 1    | 4    | 尊富士   | 1    | 0    |
| 玉鷲     | 6     | 3    | 美ノ海   | 3    | 1(1) | 千代翔馬 | 7    | 1    | 千代大龍 | 5    | 2    |
| 千代ノ皇 | 1     | 0    | 千代の国 | 1    | 2    | 千代丸   | 0    | 1    | 照強     | 3    | 2    |
| 照ノ富士 | 5(1)  | 7    | 德勝龍   | 2    | 0    | 栃ノ心   | 4    | 1    | 錦木     | 5    | 2    |
| 錦富士   | 3     | 1(1) | 伯桜鵬   | 0    | 4    | 白鵬     | 0    | 1    | 平戸海   | 0    | 5    |
| 豊昇龍   | 7     | 15   | 北青鵬   | 1    | 0    | 北勝富士 | 2(1) | 6    | 御嶽海   | 8    | 4    |
| 翠富士   | 4     | 6    | 妙義龍   | 5    | 3    | 明生     | 11   | 6    | 豊山     | 1    | 0    |
| 竜電     | 3     | 1    | 狼雅     | 1    | 1    | 若隆景   | 2    | 10   | 若元春   | 4    | 13   |

※カッコ内は勝数、負数の中に占める不戦勝、不戦敗の数。太字は2025年7月場所終了現在、現役力士。

## 改名歴
- 岩﨑 正也（いわさき まさや）2015年1月場所 - 2017年5月場所
- 翔猿 正也（とびざる まさや）2017年7月場所 -

## メディア出演

### テレビ番組
- ニュース シブ5時「能町みね子のシブ5時相撲部」（2020年7月17日・9月28日、NHK総合）
- 首都圏ネットワーク（2020年9月28日、NHK総合）
- 大相撲どすこい研（2020年11月7日、NHK BS1）
- 有吉ゼミ（2020年12月28日、日本テレビ）[56]
- 帰れマンデー見っけ隊!!（2024年6月24日・7月1日、テレビ朝日）[57]